# Trichobius pallidus
Trichobius pallidus är en tvåvingeart som först beskrevs av Charles Howard Curran 1934.  Trichobius pallidus ingår i släktet Trichobius och familjen lusflugor. Inga underarter finns listade i Catalogue of Life.